# Jacqueline André
Pour les articles homonymes, voir André.
Jacqueline André (née Bonnet le 29 août 1946 à Nantes) est une athlète française, spécialiste du 80 et 100 mètres haies.

## Biographie
Elle remporte trois titres de champion de France, un en plein air sur 100 m haies en 1972, et deux en salle sur 50 m haies (1972) et 60 m haies (1973).
Elle améliore à cinq reprises le record de France du 100 mètres haies, le portant en 1972 à 13 s 1 en chrono manuel et en 13 s 30 en temps électronique.

### Palmarès
- Championnats de France d'athlétisme :
  - vainqueur du 100 m haies en 1972
- Championnats de France d'athlétisme en salle :
  - vainqueur du 50 m haies en 1972
  - vainqueur du 60 m haies en 1973

### Records
| Épreuve     | Performance | Lieu | Date |
| ----------- | ----------- | ---- | ---- |
| 80 m haies  | 11 s 4      |      | 1964 |
| 100 m haies | 13 s 23     |      | 1972 |